# تقرير ميليس (كتاب)
تقرير ميليس (بالإنجليزية: The Mehlis Report)‏ هو كتاب للمؤلف اللبناني ربيع جابر، نُشر في عام 2005 باللغة العربية من قبل جابر، وهو يحكي قصة المهندس المعماري سمعان يارد الذي ينتظر صدور تقرير ميليس للأمم المتحدة في أواخر عام 2005، يأخذ تقرير ميليس القارئ في رحلة عبر التاريخ اللبناني خلال الفترة التي سبقت إصدار تقرير النائب العام الألماني ديتليف ميليس إلى الأمم المتحدة في 21 أكتوبر 2005 بشأن اغتيال رئيس الوزراء اللبناني الأسبق -رفيق الحريري- في 14 فبراير 2005.

## الملخص

### حبكة الرواية
بطل الرواية ربيع جابر هو سمعان يارد مهندس معماري يبلغ من العمر 40 عامًا يعيش في شرق بيروت في أواخر عام 2005، ويتوقع -مثله مثل العديد من مواطنيه اللبنانيين-إصدار تقرير ميليس في 21 أكتوبر 2005، الراوي للكتاب هو جوزفين ياريد -شقيقة سمعان التي اختطفت في عام 1983- وتراقب الآن سمعان من الحياة الآخرة وهو يسير في جميع أنحاء بيروت، لبضع فصول يأخذ جوزفين القارئ بعيدا عن سامان ويركز على ما يشبه العالم الآخر، وعلى الرغم من أن تقرير ميليس هو كل ما يتحدث عنه أي شخص إلا أن سمعان لم يعلم أبدًا من الذي يتهمه ديتليف ميليس باغتيال الحريري لأن سامان أصيب بنوبة قلبية في 20 أكتوبر 2005، طوال الكتاب يتذكر سمعان بيروت قبل الحرب والانفجارات التي دمرت المدينة عندما كانت عائلته وأصدقاؤه لا يزالون يعيشون هناك، طوال الكتاب ناقش سمعان وصديقته سيسيليا كيف تغيرت جوانب المجتمع المختلفة.
تم تصميم الكتاب بحيث يتساءل القارئ باستمرار عما يجري بينما يكشف ببطء عن المعلومات، يكتشف القارئ من هو الراوي في الصفحة 131 عندما تقول إن اسمها جوزفين أخت سمعان، كما أن القارئ لا يعرف من هو ميليس حتى الصفحة 24 في الكتاب عندما يخبر سمعان ماري أن «هناك لجنة دولية تحقق في الأمور [... مع...] المدعي الألماني ديتليف ميليس [...] الذي يقدم تقريره إلى الأمم المتحدة في عدد قليل فقط أيام.»، يتعلم القارئ لاحقًا في كتابه أن ميليس يجري تحقيق الأمم المتحدة الثاني في اغتيال الحريري لأن الأول كان بقيادة مندوب أيرلندي للأمم المتحدة بيتر فيتزجيرالد.

### الشخصيات
- سمعان يارد هو الشخصية الرئيسية للرواية، وهو مسؤول عن وكالة يارد للعمارة والتصميم والتي تقع في وسط بيروت، يعيش في الأشرفية أحد أحياء بيروت ولديه ثلاث أخوات، وقد غادرت جميع أسرته لبنان منذ سنوات لتجنب العنف، وبينما هو يتجول في بيروت ليلا يختبر سمعان أحداثًا متعددة مثل مشاهدة شخصين يلعبان بسيارة في الليل.[1]
- سيسيليا هي صديقة سمعان، وهي تعمل في متجر يسمى مونوبريكس (Monoprix).[1]
- جوزفين يارد واحدة من أخوات سمعان الثلاث، في عام 1983 اختُطِفت، وتُعَد جوزفين هي راوية الكتاب التي تتحدث من وراء القبر فهي تشاهد الروتين اليومي لسامان على التلفزيونات في الحياة الآخرة.[1]
- ماري يارد هي إحدى أخوات سمعان الثلاث، تعيش في بالتيمور وهي متزوجة من ابن عمها، وتعيش هي وزوجها مع أربعة أطفال ويمتلكون مطعمًا لبنانيًا ومخبزًا، وتواصل الاتصال بسمعان طالبةً منه الزيارة.[1]
- إميلي يارد هي إحدى أخوات سمعان الثلاث، تعيش في باريس وتعمل لدى اليونسكو كمترجمة، تستمر في كتابة رسائل لسمعان تتوسل إليه لمغادرة بيروت الشرقية.[1]

## النشر

### التطوُّر
ربيع جابر روائي لبناني جعلته كتبه الثمانية عشر متميزًا في العالم الناطق باللغة العربية، وهو من مواليد بيروت عام 1972 ورئيس تحرير الملحق الثقافي الأسبوعي لجريدة الحياة منذ عام 2001، تم ترشيح ثلاثة من كتبه وحصل آخر على الجائزة الدولية للرواية العربية والتي تم إنشاؤها عام 2008 بعد ثلاث سنوات من نشر تقرير ميليس باللغة العربية، وتُعَد كتابات جابر -على غرار كتابات العديد من المؤلفين اللبنانيين المعاصرين- تستمد الكثير من النفوذ من الحرب الأهلية في لبنان والتاريخ الحديث للعنف الذي تعلق بالشعب اللبناني.

### الترجمة
قام المترجم المصري الأمريكي كريم جيمس أبو زيد بترجمة تقرير ميليس من العربية إلى الإنجليزية، كما ترجم أبو زيد الحاصل على جوائز من العربية إلى الإنجليزية اعترافات جابر ونجوان درويش «لا شيء أكثر لنخسره»، ودنيا ميخائيل «ليالي العراق».

## السياق التاريخي

### تقرير ميليس للأمم المتحدة
كان ديتليف ميليس كبير النواب الألمان في تحقيق الأمم المتحدة في اغتيال رئيس الوزراء اللبناني السابق رفيق الحريري في فبراير 2005، وقد تم إصدار تقرير ميليس في 21 أكتوبر 2005 ووُجِد أن أعضاء رفيعي المستوى في الحكومتين السورية واللبنانية شاركوا في عملية الاغتيال.

### الحرب الأهلية اللبنانية
شملت الحرب الأهلية اللبنانية -منذ عام 1975 وحتى عام 1990- مجموعات متعددة تقاتل ضد بعضها ضد بعض وضد بعض القوى الأجنبية المتعددة التي تغزو لبنان مثل إسرائيل وسوريا، وقد مات ما يقدر بنحو 120,000 شخص نتيجة للحرب الأهلية، وفي أعقاب الحرب الأهلية طُلب من جميع الميليشيات حلها لكن قلة منها رفضت ذلك وقاتلت مع الجيش اللبناني خلال السنوات القليلة التالية، سحبت إسرائيل قواتها من لبنان عام 2000، في حين أن الكتاب قد تم في عام 2005 إلا أن تاريخ الحرب الأهلية في لبنان ما زال له تأثير كبير على الطريقة التي يعمل بها المجتمع اللبناني وعلى الطريقة التي يرى بها سامان يارد -الشخصية الرئيسية- مدينته.

## المواضيع
تشمل بعض الموضوعات في الكتاب الموت والعائلة والآخرة، فقد ماتت جوزفين -راوية أغلب الكتاب وتناقش كيف ساعد موتها ومقتل أشخاص آخرين في تعريف لبنان التي يعرفها سمعان جيدًا، وتُعد عائلة سمعان جانبًا مهمًا في الكتاب لأنه يفكر دائمًا فيهم وهم يتسولون إليه لمغادرة لبنان والانضمام إليهم، وعلى غرار الموت يظهر الحديث عن الآخرة على نطاق واسع عندما تصف جوزفين حالتها وما يشبه أن تكون ميتاً.

## الاستقبال الحرج
قام عدد قليل من النقاد في الأصل خارج لبنان بمراجعة تقرير ميليس، ومع انتشاره في الخارج فقد التقطت مراجعات إيجابية، وقد أظهر روبين كريسويل إعجابه بالكتاب في نيويورك ريفيو للكتاب قائلا أن الكتاب «يتم تجميعه معًا بحبكته أو شخصيات أقل منه بطريقته الغريبة في الاستيلاء على روح العصر.»
استعرضت مجة "ذا نيشن " الكتاب بشكل إيجابي قائلة أنه "يغاير الموت في ثقافة الحكم" مع الأخذ بعين الاعتبار قضايا لبنان وخدماته الاستخباراتية وعدم قدرة المجتمع اللبناني على التعامل مع أفعاله.

كما صنفت الإذاعة الوطنية العامة NPR الكتاب بشكل إيجابي مشيدةً بقدرته على جذب القراء إلى عالم مختلف مع إلهام الحِداد «هذه المرثاة لبيروت الضائعة».